# Marfik
Marfik (lambda Ophiuchi) is een ster in het sterrenbeeld Slangendrager (Ophiuchus).